# Chemie Ingenieur Technik
Chemie Ingenieur Technik (nach ISO 4-Standard in Literaturzitaten mit Chem. Ing. Tech. abgekürzt) ist eine deutsche Fachzeitschrift für Verfahrenstechnik, Technische Chemie, Apparatewesen und Biotechnologie. Die Zeitschrift behandelt Erkenntnisse aus Forschung und Entwicklung sowie deren Umsetzung in der technischen Praxis und die Anwendung in der Industrie.
CIT ist ein Fachorgan der DECHEMA, der Gesellschaft Deutscher Chemiker und der VDI-Gesellschaft Verfahrenstechnik und Chemieingenieurwesen. CIT ist aus der Zeitschrift Die chemische Fabrik hervorgegangen.
Der Impact Factor der Zeitschrift lag im Jahr 2019 bei 1,147. In der Statistik des Science Citation Index (Clarivate Analytic) wurde sie in der Kategorie „Chemieingenieurwesen“ an 105. Stelle von 143 Journals geführt.